# Dieter Vandepitte
Dieter Vandepitte (Roeselare, 16 april 1977) is een Belgisch presentator op radio en televisie, die anno 2023 werkte als radiopresentator voor Joe als vervangend presentator.

## Loopbaan
Na zijn studies aan het Rits in Brussel, ging hij in 1999 aan in de slag op de VRT.
Dieter Vandepitte bouwde eerst en vooral een radiocarrière uit. Hij presenteerde op Radio 2 de programma's Hitwinkel en Top30. 
Vandepitte is op televisie bekend van de nationale zender één, als presentator van de Lotto-trekking, en van het nieuws op de regionale Antwerpse zender ATV (Antwerpse televisie). Verder verzorgde hij de voice-over voor Airline en Witte Raven.
In 2008 maakte hij als producer de Apenjaren op Radio 2, een reportageprogramma met Ilse Van Hoecke.
Op zaterdag 30 augustus 2008 presenteerde Dieter met Alain Claes op Radio 2 de feestuitzending rond de 2000ste Top30.
Anno 2011 studeert hij opnieuw. Hij volgt het schakelprogramma communicatiewetenschappen aan de Universiteit Gent.

## Persoonlijk leven
Dieter Vandepitte is de oudere broer van snowboarder Simon Vandepitte.